# Юндзис, Талавс
Талавс Юндзис (латыш. Tālavs Jundzis; 4 октября 1951 года, Гулбене) — советский и латвийский учёный, латвийский политический деятель. Правовед и политолог. Министр обороны (1997—1998 и 1991—1993) Латвии. Действительный член и вице-президент АН Латвии. Депутат Верховного Совета Латвии (1988). Доктор юридических наук, хаб. доктор политических наук. Профессор Латвийского университета. Автор более 80 трудов по правоведению. Награждён Орденом Трёх Звезд 3 ст. (2000 г.) и Орденом Виестура 1 ст. (2005 г.).